# Bani Hajan
Bani Hajan (arab. بني حيان) – wieś położona w dystrykcie Kada Mardż Ujun, w Muhafazie An-Nabatijja, w Libanie.

## Położenie
Wioska jest położona na zachodnich zboczach rozległego płaskowyżu, na wysokości 500 metrów n.p.m., na południe od Doliny Slouqi. Jest w odległości ponad 3 kilometrów na zachód od granicy z Izraelem.
W jej otoczeniu znajdują się wioski Markaba, Talloussa, Kabricha, Kantara, Aadchit, al-Taibeh i Rabb et-Talatin.

## Historia
Po I wojnie światowej w 1918 wioska weszła w skład francuskiego Mandatu Syrii i Libanu, który formalnie powstał w 1923. W 1941 powstał Liban, który został uznany dwa lata później. W 1946 wycofały się ostatnie wojska francuskie. Podczas Wojny domowej w Mandacie Palestyny w rejonie wioski stacjonowały siły Arabskiej Armii Wyzwoleńczej, atakujące pozycje żydowskie na terenie dawnego brytyjskiego Mandatu Palestyny. Podczas I wojny izraelsko-arabskiej w październiku 1948 Izraelczycy przeprowadzili operację Hiram. W dniu 30 października siły Brygady Karmeli wkroczyły do Libanu, zajmując między innymi wioskę Bani Hajan. Wioska pozostawała w rękach izraelskich do końca wojny, stanowiąc kartę przetargową w trakcie negocjacji porozumienia o zawieszeniu broni izraelsko-libańskim.
Z powodu bliskości granicy izraelskiej, Bani Hajan cierpiała podczas kolejnych wojen izraelsko-arabskich. Podczas wojny libańskiej w 1982 wioskę zajęli Izraelczycy. Do 2000 Bani Hajan znajdowała się w izraelskiej „strefie bezpieczeństwa” utworzonej w południowym Libanie. Po 1985 stacjonowały tutaj siły Armii Południowego Libanu. Po wycofaniu się w 2000 Izraelczyków, rejon wioski zajęły siły Hezbollahu. Prowadzona przez tę organizację wojna z Izraelem była przyczyną II wojny libańskiej w 2006. Na wioskę Bani Hajan spadły wówczas bomby. Po wojnie rejon wioski patrolują siły UNIFIL. Międzynarodowa pomoc umożliwiła odbudowę infrastruktury.

## Gospodarka
Lokalna gospodarka opiera się na rolnictwie.